# ریوتارو ماتسوموتو
ریوتارو ماتسوموتور (به ژاپتی:松本 隆太郎) زاده ۱۶ ژانویه ۱۹۸۶ کشتی گیری از کشور ژاپن است. او از دانشگاه علوم ورزشی نیپون از ترکیه فارغ التحصیل شده است.  از افتخارات وی میتوان به کسب مدال برنز وزن ۶۰ کیلوگرم فرنگی المپیک ۲۰۱۲ لندن و مدال نقره وزن ۶۰ کیلوگرم مسکو ۲۰۱۰ و مدال نقره بازی‌های آسیایی اینچئون ۲۰۱۴ اشاره کرد. وی در المپیک ۲۰۱۲ لندن، ابتدا  رحمان بلیچی از ترکیه و سپس طارق بلمدنی از فرانسه را شکست داد اما در مرحله نیمه نهایی از امید نوروزی کشتی گیر ایرانی شکست خورد و به دیدار رده بندی رفت، او در دیدار رده بندی المت کبیسپایف کشتی گیر قزاقستانی را شکست داد و به مدال برنز دست یافت.
قد:168